# Gaggiano
Gaggiano là một đô thị ở tỉnh Milano, vùng Lombardia của Italia, khoảng13 km về phía tây nam của Milano. Tại thời điểm ngày 31 tháng 12 năm 2004, đô thị này có dân số 8.360 và diện tích là 26,7 km².
Gaggiano giáp các đô thị sau:Cusago, Cisliano, Albairate, Trezzano sul Naviglio, Vermezzo, Zibido San Giacomo, Gudo Visconti, Noviglio, Rosate.